# Emanuele Scorcelletti
Emanuele Scorcelletti (né le 27 décembre 1964 à Luxembourg) est un photographe et photojournaliste de nationalité italienne, membre de l'agence Gamma d'avril 1989 à avril 2010, il s'est fait connaître par ses photographies back stage en noir et blanc du Festival de Cannes. Aujourd'hui il est indépendant et vit à Paris.

## Biographie
Après des études à l’Institut national de cinématographie (INRACI) de Bruxelles, Emanuele Scorcelletti entre à l'agence Gamma, dont il devient le correspondant au Luxembourg durant plusieurs années. Il rejoindra l'agence parisienne en avril 1989.
C’est lors du Festival de Cannes en 2002 qu’il réalise un reportage en noir et blanc sur l'actrice américaine Sharon Stone alors membre du jury. Ce reportage, largement publié dans ELLE France et la presse mondiale, est récompensé par l'attribution d'un prix, dans la catégorie Arts et Culture, du World Press Photo, pour la photo de Sharon Stone penchée en arrière sur le tapis rouge du Palais des Festivals.
Il travaille également pour les grandes marques de luxe. Auteur sensible, il réalise la campagne de publicité de la montre « Dior Christal » avec Sharon Stone, la campagne de presse du parfum J'adore de Dior avec Charlize Theron, ainsi que de magnifiques backstage pour Chanel (tournages de Mademoiselle Coco avec Keira Knightley, le No 5 de Chanel avec Audrey Tautou, le Rouge Coco Shine avec Vanessa Paradis), pour Dior (les soins visage Dior Capture Totale avec Sharon Stone et le Rouge Dior avec Monica Bellucci), pour Lancôme (lancement du nouveau parfum féminin Trésor Midnight Rose avec Emma Watson) et pour Gucci (campagne de publicité avec Evan Rachel Wood).
Les majors musicaux, Sony BMG, Universal, EMI, lui confient la réalisation photographique des albums d'artistes internationaux (Charles Aznavour, Calogero, Patrick Bruel, Florent Pagny).
Emanuele Scorcelletti publie ses images dans de nombreux pays et collabore ou a collaboré avec de nombreux magazines dont ELLE France, Paris Match, Le Monde, L’Express Styles, Stiletto France, ELLE uk, The Sunday Times, Ciak Italie, Corriere della Sera magazine, Glamour Italie, Vanity Fair Italie, Io Donna, Corriere della Sera Sette, La Repubblica Italie, White Wall USA, Harper's Bazaar, Vogue Espagne, Vogue Chine …
Il soutient régulièrement avec son travail des œuvres caritatives : campagne AIDES France (lutte contre le sida), AMFAR (American Foundation for AIDS Research) dont Sharon Stone est l’ambassadrice, Reporters sans Frontières (liberté de la presse), une Jonquille pour la vie (programme de recherche sur les cancers de l'enfant - Institut Curie)
Il a publié : Le Festival de Cannes vu par Emanuele Scorcelletti, ouvrage de plus de 200 pages de photographies noir et blanc aux Éditions Michel Lafon, en mai 2007, et Quelques jours dans la vie de Sharon Stone, un ouvrage en noir et blanc aux éditions La Martinière en mars 2006, dont tous les bénéfices ont été reversés à l’AMFAR.
L'association Reporters Sans Frontières, publie un numéro spécial avec ses photographies du Festival de Cannes en septembre 2007. À l'occasion de cette publication il est nommé « Membre d'Honneur » de l'association.
Le 4 octobre 2009, il photographie l’univers du grand prix Qatar Arc de Triomphe à l’occasion de ce prix mythique, c’est la découverte du monde des chevaux et des courses hippiques auxquels il va vouer une vraie passion. France Galop lui commandera alors un travail sur les liens du cheval de course et Deauville. Ce travail sera  exposé sur l’hippodrome en août 2010 pour fêter les 150 ans de la ville.    
D'octobre 2009 à mai 2010, le magazine ELLE lui demande de suivre en images « Les états généraux de la femme » constat de la condition féminine en France. Quarante ans après le photographe Henri Cartier-Bresson en 1970, photographe dont il est admirateur, il suit et témoigne en images de ces rencontres et débats dans toute la France. Le ELLE publie en mai un numéro spécial et organise une exposition d'Emanuele Scorcelletti à Science Po Paris. À cette occasion un rapport est remis au gouvernement.
Parallèlement à cela, il s’implique dans le projet « Ruptures-Ados à Paris », initiative de l'association Sauvegarde de l'Adolescence à Paris, parrainée par Charlotte Gainsbourg. Pour eux, 28 photographes de renom ont accepté d'offrir des œuvres originales ou issues de leurs travaux. Emanuele Scorcelletti réalise un travail photographique personnel illustrant la fragilité des adolescents et leurs problèmes comportementaux. Il rencontre ces jeunes en souffrance, les initie à la photographie à travers des travaux de prises de vues et des ateliers photos. Un catalogue accompagne l'exposition du 7 au 26 septembre 2010 au Musée Carnavalet.